# Friedrich Wilhelm Riechmann

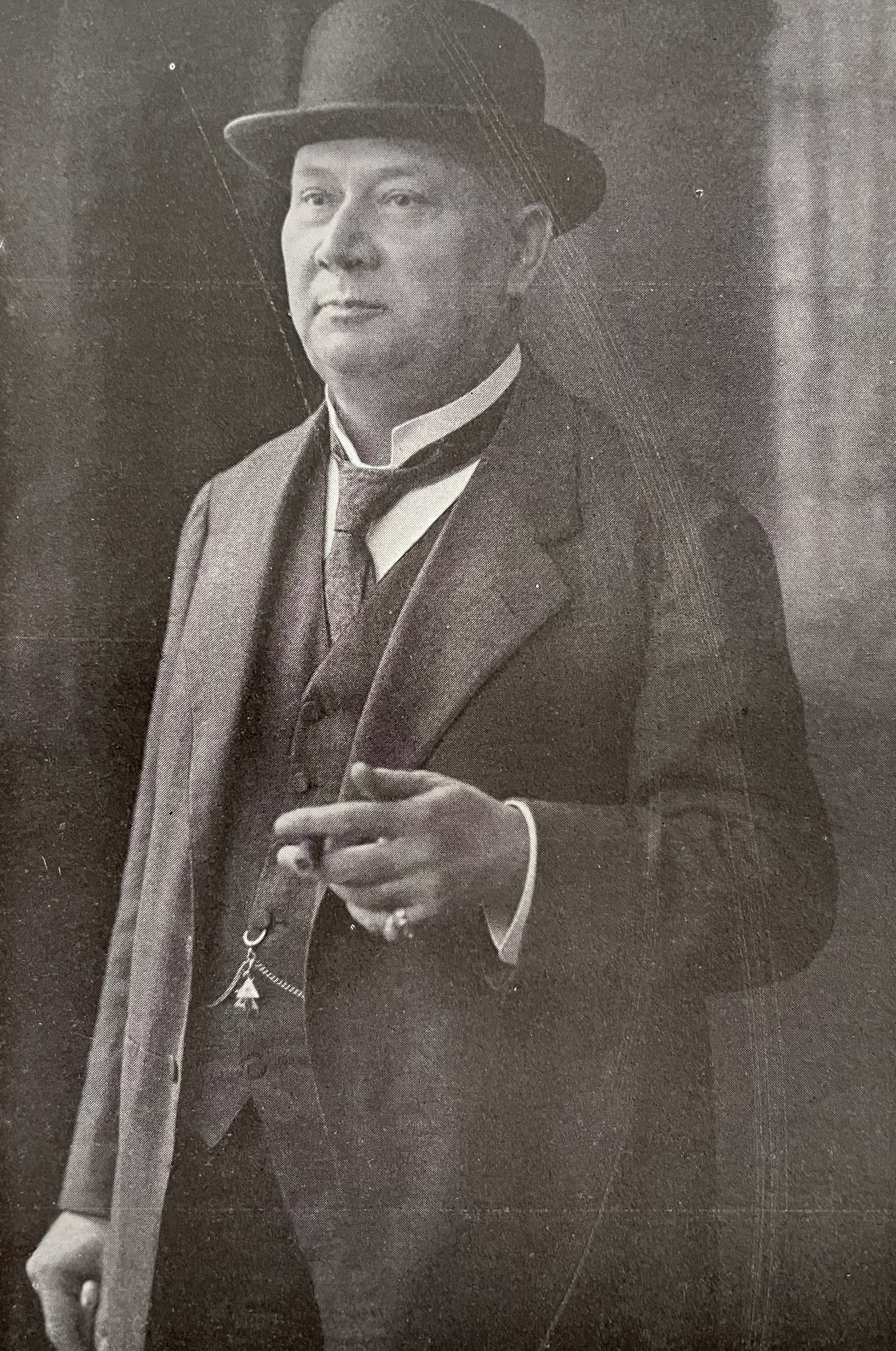
Friedrich Wilhelm Riechmann

Friedrich Wilhelm Riechmann (* 29. März 1854 in Bunde; † 28. Juli 1913 in Kolberg) war ein deutscher Sänger, Schauspieler und Regisseur.

## Leben
Riechmanns Eltern waren der Steueraufseher Gustav Adolf Riechmann und dessen Ehefrau Dorothea, geb. Henrichs. Nach einer kaufmännischen Lehre besuchte er eine Theaterschule in Leipzig und wurde zum Bassisten ausgebildet. Ab 1872 war er als Schauspieler am Leipziger Carola-Theater tätig. Weitere Anstellungen bis 1882 waren in Posen, Neustrelitz, Danzig, Freiburg im Breisgau, Magdeburg und Köln. Im Oktober 1881 heiratete Riechmann Anna Hohmann; aus der Ehe ging der Sohn Gustav Adolf (* 1882) hervor. Nach 1882 war Riechmann im reisenden Wagner-Ensemble von Angelo Neumann tätig sowie in Bremen, Posen, Stettin und Breslau. 1887 erhielt er eine feste Anstellung am Darmstädter Hoftheater. 1912 konnte er dort sein 25-jähriges Bühnenjubiläum feiern. In Darmstadt führte er auch mehrere Jahre lang Regie.
Während seiner Darmstädter Zeit war Riechmann auch für Gastvorstellungen engagiert, so zum Beispiel in Berlin an der Lindenoper und der Krolloper, daneben in Wien, München, Karlsruhe, Mannheim, Mainz, Stuttgart, Frankfurt am Main, Wiesbaden, Gent, Amsterdam, Den Haag, Oslo und Stockholm.
Riechmann gehörte der örtlichen Gesellschaft „Gralsburg“ sowie der Freimaurerloge „Johannes der Evangelist zur Eintracht“ an. Im Mai 1913 zog Riechmann nach Berlin, er starb am 28. Juli in Kolberg.